# Xã Giles, Quận Cleburne, Arkansas
Xã Giles (tiếng Anh: Giles Township) là một xã thuộc quận Cleburne, tiểu bang Arkansas, Hoa Kỳ. Năm 2010, dân số của xã này là 1.460 người.